# Großer Wariner See
Großer Wariner See är en insjö i det tyska förbundslandet Mecklenburg-Vorpommern. Sjön ligger norr om staden Warin i distriktet Nordwestmecklenburg. Staden har givit namn åt sjön. 
Sjön bildades liksom alla andra insjöar i Mecklenburg under senaste istiden. Öster om sjön hittas huvudsakligen jordbruksmark och väster om sjön finns främst skog. En zon av bladvass går nästan kring hela sjön. Varje år hölls en tävling i långdistanssimning i sjön längs en 1600 meter lång sträcka.